# Синдром преосетљивости на лек
Синдром преосетљивости на лек (фр. Syndrome d'hypersensibilité médicamenteuse) ретка je реакција на одређене лекове. Укључује првенствено отечене лимфне чворове, грозницу, и карактеристичне абнормалности у крви као што су абнормално висок ниво еозинофила, низак број тромбоцита и повећан број атипичних белих крвних зрнаца (лимфоцита). Међутим, синдром  често узрукује запаљење унутрашњих органа које је потенцијално опасно по живот, а смртност од овог синдрома износи око 10%.

## Опис синдрома
Синдром преосетљивости на лек је изазван излагањем одређеним лековима, који као реакција изазивају  осип, грозницу, запаљење одређених унутрашњих органа, лимфаденопатију и хематолошке абнормалности као што су еозинофилија, тромбоцитопенија и лимфоцитоза са атипичним ћелијама. Стопа смртности код овог синдрома је 10%.
Обично се симптоми ДРЕСС синдрома појављују неколико недеља након излагања леку. Не постоји стандард за постављање дијагнозе; Предложене су најмање две листе дијагностичких критеријума: RegiSCAR критеријуми и критеријуми јапанске групе за консензуса који су приказани у табели испод:
| RegiSCAR Критеријуми за укључивање ДРЕСС синдрома: 3 од 4 критеријума са звездицама су потребна за дијагнозу | Јапански консензус групни дијагностички критеријуми за ДИХС: 7 критеријума је потребно за дијагнозу ДИХС или првих 5 критеријума потребних за дијагнозу атипичног ДИХС. |
| --- | --- |
| Хоспитализација                                                                                              | свраб, макуларни еритем који садржи папуле, пустуле или везикуле (углавном макулопапулозни осип), који се развија >3 недеље након почетка узимања лека                  |
| Реакција за коју се сумња да је повезана са леком                                                            | Продужени клинички симптоми 2 недеље након престанка узимања лека за који се сумња да је изазвао алергију                                                               |
| Акутни осип*                                                                                                 | Температура > 38 °C |
| Температура> 38 °C*                                                                                          | Абнормалности јетре (ALT > 100 U/l) или захваћеност других органа |
| Лимфаденопатија на најмање два места*                                                                        | Абнормалности леукоцита |
| Захваћеност најмање једног унутрашњег органа*                                                                | Леукоцитоза ( > 11 x 109/l) |
| Абнормалности у крвној слици (лимфопенија или лимфоцитоза*, еозинофилија*, тромбоцитопенија*)                | Атипична лимфоцитоза (>5%) |
| Тешки нервни бол                                                                                             | Лимфаденопатија |

## Лечење
Након постављене дијагнозе, треба прекинути давање лека који је изазвао алергију. Лечење се генерално састоји од примене кортикостероида локалн и орално или парентерално када су захваћени унутрашњи органи.